# 克拉克森大學

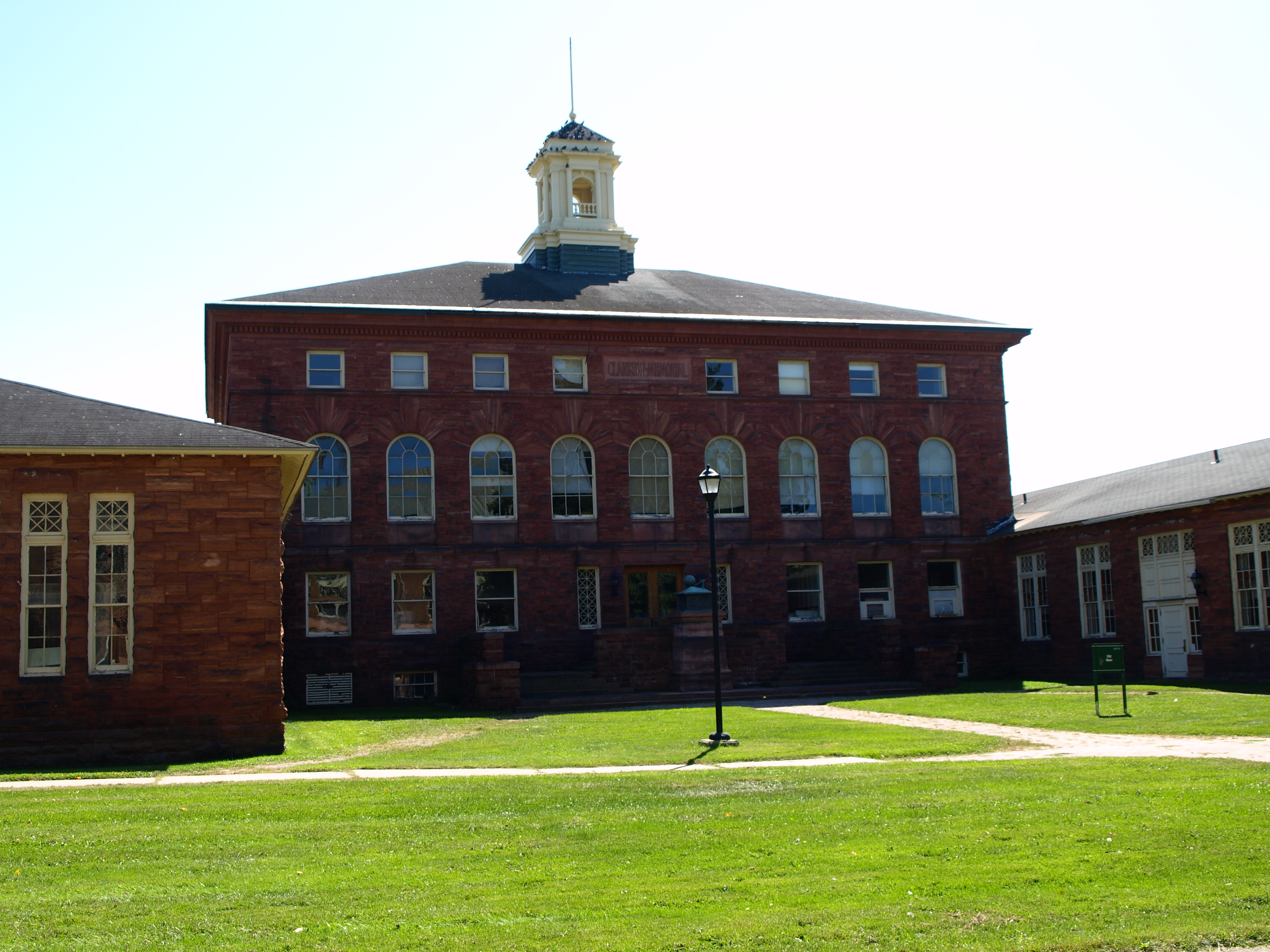
大學建築“Old Main”

克拉克森大學（英語：Clarkson University）是位於美國紐約州波茨坦的一所私立大學，由美國商人托馬斯·S·克拉克森（Thomas S. Clarkson）的姐妹創立於1896年，1984年2月24日改現名。該大學提供本科到博士學位，以理科見長，在2015年《美國新聞與世界報道》的全國大學排名中列在第121位。

## 學術
福布斯將其列爲全美最佳創業者大學之一，其創業類課程在美國國内排于前15位。其畢業生平均工資也很高。除此之外，其環境工程學可排在全美第32位。

## 外部連結
- Official website （页面存档备份，存于）
- Official Athletics website （页面存档备份，存于）

44°39′49″N 74°59′57″W / 44.663495°N 74.999070°W